# Бладниця
Бладниця (пол. Bładnica) — річка в Польщі, у Цешинському повіті Сілезького воєводства. Ліва притока Вісли, (басейн Балтійського моря).

## Опис
Довжина річки 12,5 км, найкоротша відстань між витоком і гирлом — 9,04 км, коефіцієнт звивистості річки — 1,39 , площа басейну водозбору 42,1  км². Формується притоками, багатьма безіменними струмками та частково каналізована.

## Розташування
Бере початок на північно-західній стороні від гори Мала Чанторія у межах міста Устронь. Спочатку тече переважно на північний захід через Казаковице Гурне, Бладнице Гурне, Бладнице Дольне, Бладнице. Далі повертає на північний схід і у місті Скочув впадає у річку Віслу.

## Притоки
Жабинець (права), Радонь (ліва).

## Цікавий факт
- У Бладнице Дольне річку перетинає залізниця. На правому березі річки на відстані приблизно 133 м розташована залізнична станція Скочув-Бладнице.
- Річка протікає у межах міст Устронь та Скочув.

## Галерея

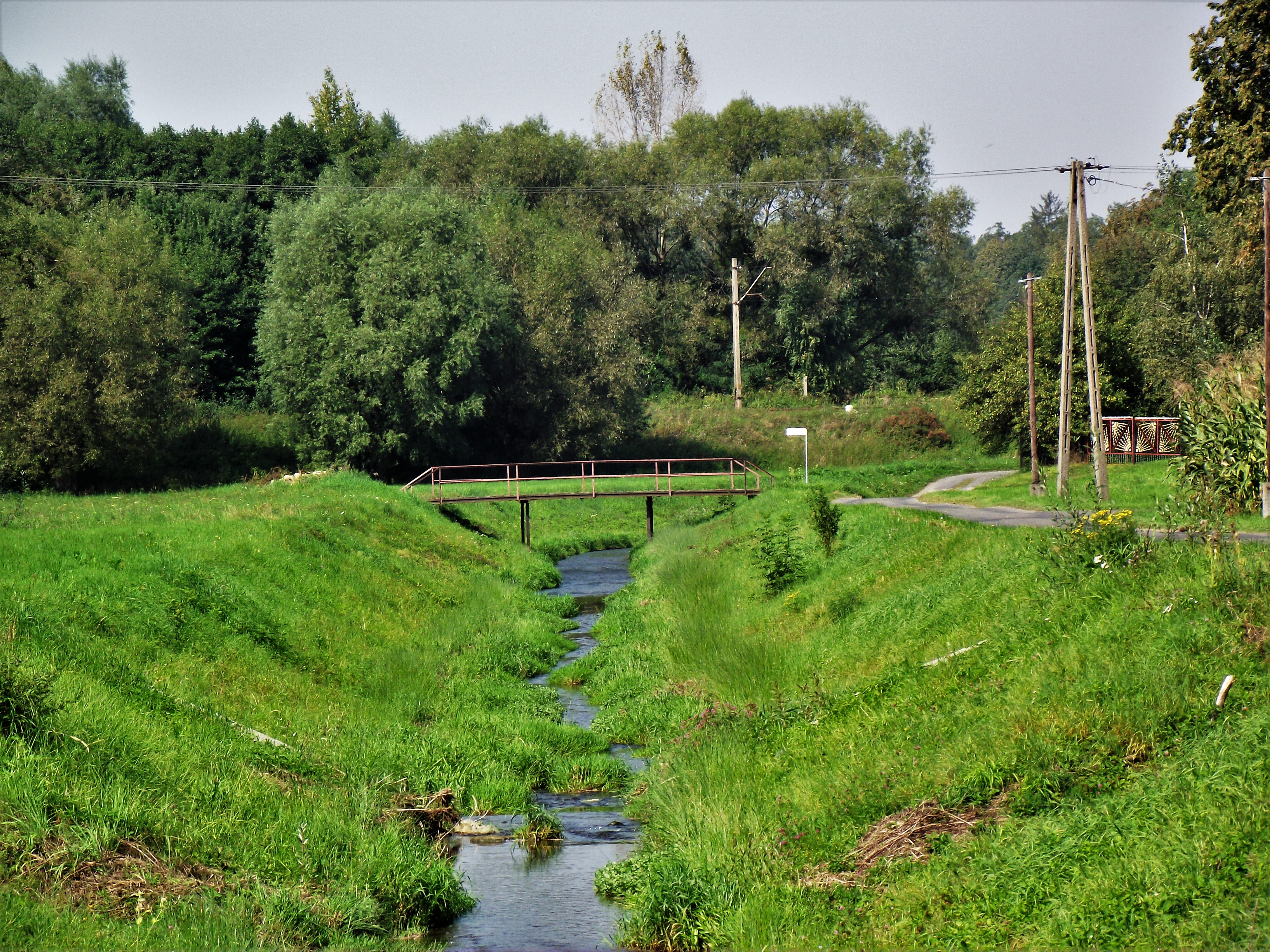
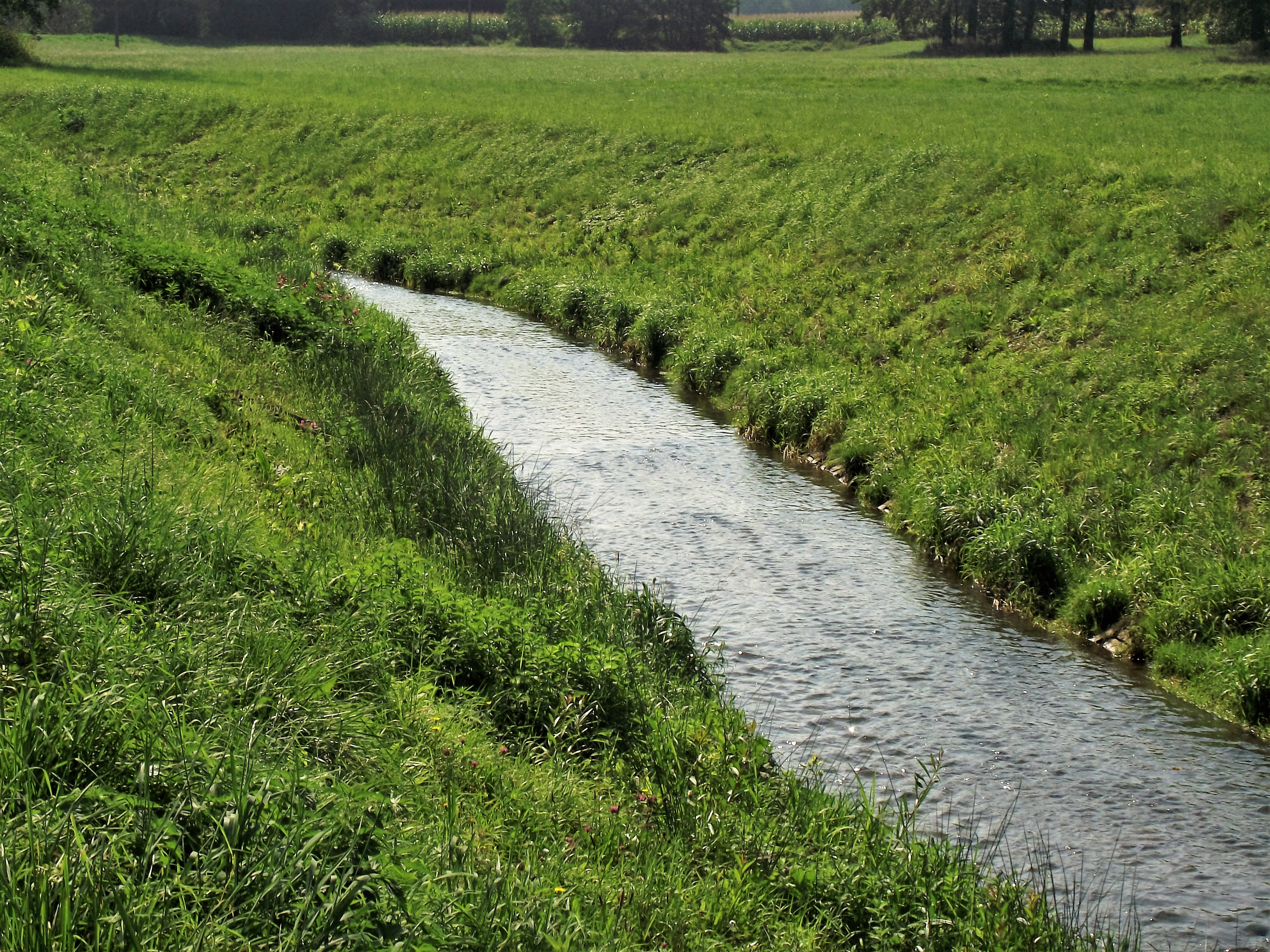
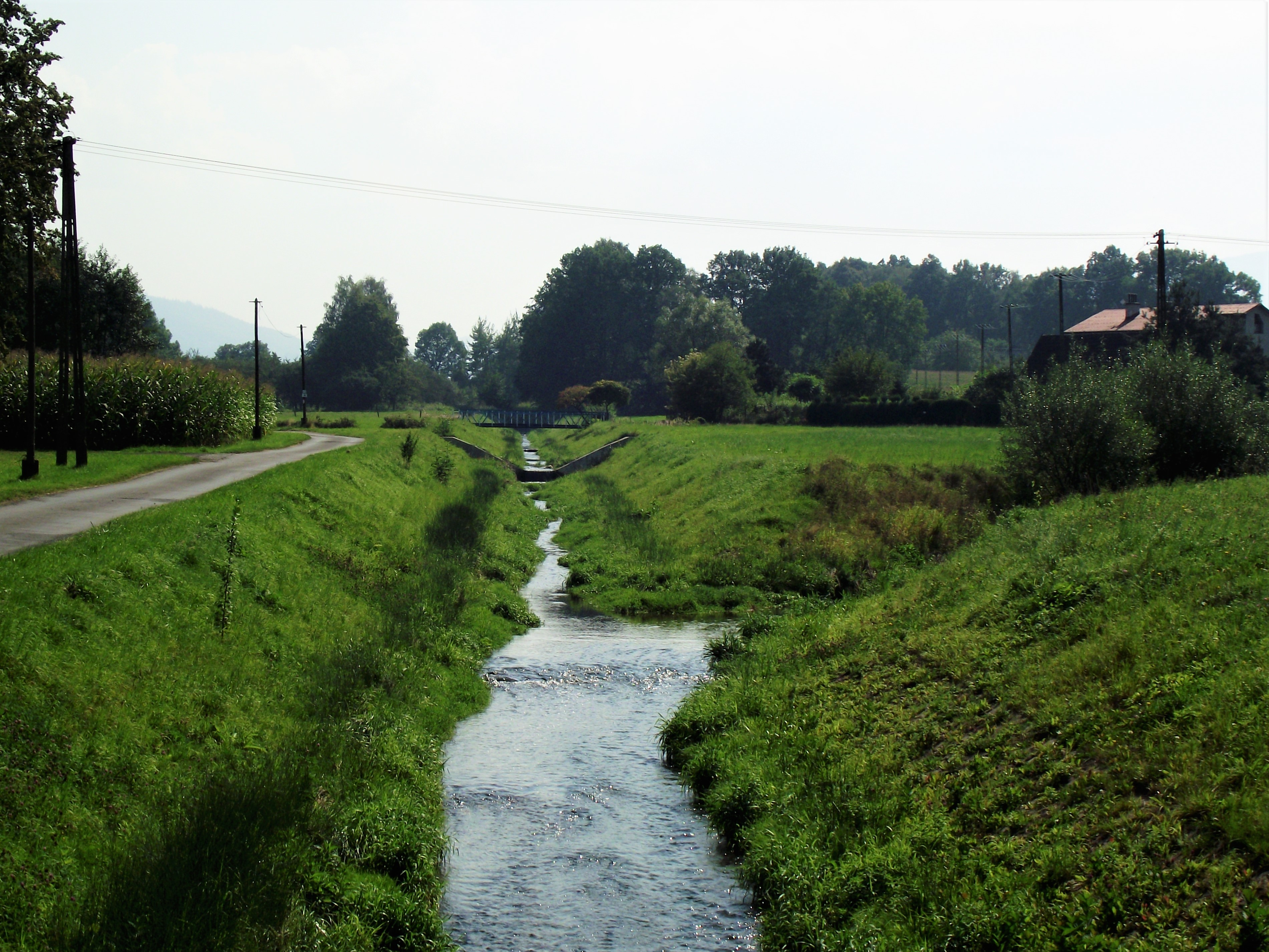
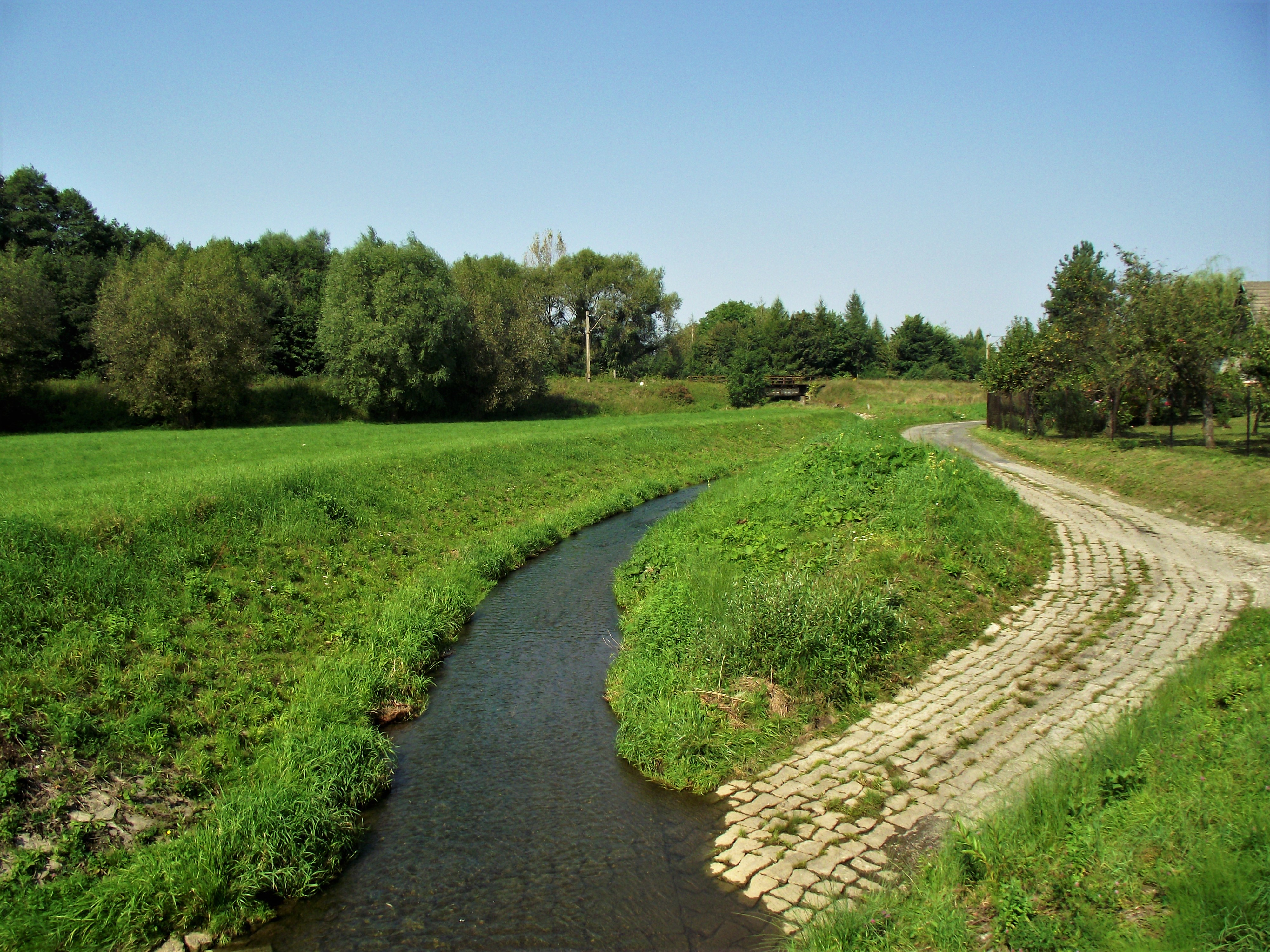